# Epiplema dryopterata
Epiplema dryopterata är en fjärilsart som beskrevs av Augustus Radcliffe Grote 1868. Epiplema dryopterata ingår i släktet Epiplema och familjen Uraniidae. Inga underarter finns listade i Catalogue of Life.